# Wang Rui (szachista)
Wang Rui, chiń. 王锐 (ur. 18 kwietnia 1978) – chiński szachista, arcymistrz od 2009 roku.

## Kariera szachowa
W 1995 w Guarapuavie reprezentował Chiny na mistrzostwach świata juniorów do 18 lat. W 1998 jedyny raz w dotychczasowej karierze wystąpił w narodowej drużynie na rozegranej w Eliście szachowej olimpiadzie, na której chińscy szachiści zajęli V miejsce, natomiast w 1999 uczestniczył (w drugiej reprezentacji kraju) w drużynowych mistrzostwach Azji. W 2000 podzielił I m. (wspólnie z Ni Hua) w otwartym turnieju w Budapeszcie (obaj uzyskali rzadko spotykany wynik po 8½ pkt z 9 partii), w 2001 zwyciężył w Tiencinie (turniej Tan Lian Ann Cup IM B). W 2005 podzielił I m. (wspólnie z Wangiem Hao i Yu Shaotengiem) w turnieju strefowym w Pekinie (wypełniając jednocześnie pierwszą normę na tytuł arcymistrza), nie zdobył jednak awansu do turnieju o Puchar Świata. Drugą normę wypełnił w 2006 w Manili (turniej Gloria M. Arroyo Cup, dz. IV m. za Zhangiem Pengxiangiem, Aleksandrem Oniszczukiem i Wiktorem Michalewskim, wspólnie z Ni Hua i Warużanem Akobjanem), natomiast trzecią – w 2008 w Kuala Lumpur (dz. I m. wspólnie z Antonem Filippowem).
Najwyższy ranking w dotychczasowej karierze osiągnął 1 lipca 2000, z wynikiem 2526 punktów zajmował wówczas 12. miejsce wśród chińskich szachistów.